# PZM–2
A PZM–2 ukrán gyártmányú gyorsjárású árokásó gép, melyet a Harkivi Traktorgyár (HTZ) T–155 vagy T–151K kerekes vontatókra építettek. A járművet lövészárkok kiásására tervezték. Árkokat lehet fagyott vagy nehezen fejthető talajba is ásni. A jármű meghajtásáról egy 165 lóerős (121 kW) SZMD–62 turbófeltöltős dízelmotor gondoskodik. A sebességváltó hat előre és kettő hátra sebességfokozattal rendelkezik, illetve további hat lassabb sebességfokozattal az ásáshoz. A kellő vontatóerő eléréséhez egy 5000 kg vonóerejű hidromechanikusan hajtott csörlővel is felszerelték a járművet, amely a gép elején kapott helyet. A PZM–2 rendelkezik egy görgős lánccal, melyen ásókanalak vannak, meghajtását mechanikusan a fő-traktormotor végzi. A jármű elejére tolólap van rögzítve. Ezt használják az árok helyének előkészítésére vagy hagyományosan földmozgatásra és dózerelő, talajegyengető feladatokra.
A jármű nagy előnye, hogy kezelése egyszerű, széles körben alkalmazható, hatékony és viszonylag olcsó eszköz.

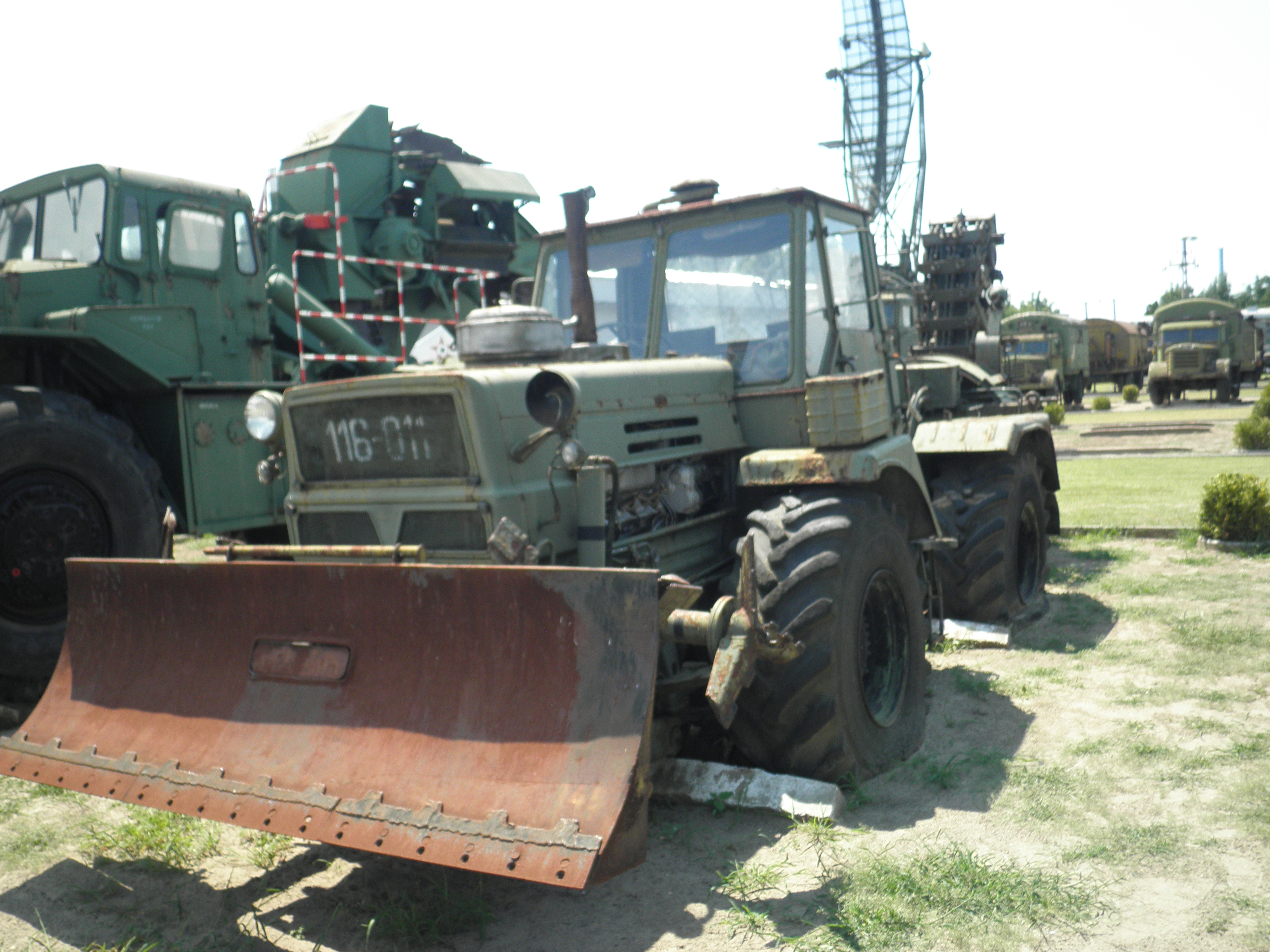
PZM–2 árokásó gép a keceli haditechnikai parkban

## Változatok
- ETC–200 – Az ETC–200 gépet ugyanaz a 165 lóerős dízelmotor hajtja, mint a PZM–2-t. A görgős ásóberendezés két méter mély árkok kiásására alkalmas, meghajtását a főmotor végzi. A maximális ásási sebesség 200 m/h. Az elülső tolólapátot jobb vagy bal oldali helyzetbe is lehet állítani.